# Distretto di Sancos (Lucanas)
Il distretto di Sancos è uno dei ventuno distretti della provincia di Lucanas, in Perù. Si trova nella regione di Ayacucho e si estende su una superficie di 1.520,87 chilometri quadrati.

Ha per capitale la città di Sancos e nel censimento del 2005 contava 4.574 abitanti.